# サン・マルティーノ・カナヴェーゼ
サン・マルティーノ・カナヴェーゼ（伊: San Martino Canavese）は、イタリア共和国ピエモンテ州トリノ県にある、人口約800人の基礎自治体（コムーネ）。

## 地理

### 位置・広がり

#### 隣接コムーネ
隣接するコムーネは以下の通り。
- アリエ
- カステッラモンテ
- コッレレット・ジャコーザ
- パレッラ
- パヴォーネ・カナヴェーゼ
- ペローザ・カナヴェーゼ
- スカルマーニョ
- トッレ・カナヴェーゼ
- ヴィアルフレ